# ااک-ترک
ااک-ترک (به لاتین: Ak-Terek) یک منطقهٔ مسکونی در قرقیزستان است که در استان اوش واقع شده‌است.

## خصوصیات
ااک-ترک ۱٬۳۵۱ متر بالاتر از سطح دریا واقع شده‌است.